# Ernest Allard
Pour les articles homonymes, voir Ernest Allard (député) et Allard.
Ernest Allard, né à Bruxelles en 1849 et mort à Geel en 1898 est un architecte belge.

## Biographie
Ernest François Antoine Allard est né à Bruxelles, au domicile de ses parents à la rue du Cygne, le 7 novembre 1849, comme premier enfant de Jean Baptiste Allard, employé, et de Marie Gabrielle Joseph Restiau. On lui connaît une sœur, Jeanne Palmyre Allard, née à Bruxelles le 2 mai 1852. Leurs parents s'étaient mariés à Ixelles en 1848. 
Il se signala en 1875 en décrochant en même temps qu'Octave Van Rysselberghe le second prix du grand concours d'architecture de Belgique.
Ernest Allard est l'un des fondateurs de la fameuse revue d'architecture belge L'Émulation à laquelle il participa durant la période 1873-1884.
Il y écrivit plusieurs articles critiques et jugés polémiques par certains pour lesquels il usait parfois du pseudonyme Ernal. 
Il écrivit notamment un article à charge sur la nette différenciation à faire entre l'architecte artiste dans la lignée de Vitruve et de Palladio par contraste avec l'architecte commerçant, visant par ce dernier vocable les architectes entrepreneurs, les ingénieurs constructeurs  et les promoteurs en tous genres qui n'ont pas de véritable formation en architecture mais qui exercent cependant la profession d'architecte. 
Il restait un partisan du style éclectique qui selon lui correspondait le mieux à l'esprit de son époque, ce style qui demandait de l'érudition architecturale pouvait être adapté à la modernité moyennant quelques nuances et modifications tout en conservant un certain faste.
Ernest Allard est mort à Geel le 16 février 1898.

## Quelques publications
- Ernest Allard, "L'architecte artiste", dans : L'Émulation, 1874-1875, col. 7-10.
- Ernal, "Architecture contemporaine", dans : L'Émulation, 1880, col. 7-9.
- Ernal, "Étude d'esthétique architecturale. L'éclectisme et la liberté dans l'art architectural", dans : L'Émulation, 1884, col. 67-69.